# Boutersem
Boutersem est une commune néerlandophone de Belgique située en Région flamande dans la province du Brabant flamand.

## Sections de commune
| # | Nom          | Superf. (km²). | Habitants (2020). | Habitants par km² | Code INS |
| - | ------------ | -------------- | ----------------- | ----------------- | -------- |
| 1 | Boutersem    | 5,45           | 2.829             | 519               | 24016A0  |
| 2 | Vertrijk     | 6,04           | 1.108             | 183               | 24016A1  |
| 3 | Kerkom       | 6,91           | 1.233             | 178               | 24016B   |
| 4 | Roosbeek     | 4,68           | 1.902             | 407               | 24016C   |
| 5 | Neervelp     | 2,67           | 634               | 238               | 24016D   |
| 6 | Willebringen | 5,39           | 529               | 98                | 24016D4  |

## Histoire
C'est notamment sur le territoire de cette commune qu'eut lieu la bataille de Louvain le 12 aout 1831, lors de la guerre belgo-néerlandaise à la suite de la révolution belge. Cette bataille mit fin à la campagne des Dix-Jours.

## Héraldique
|  | La commune possède des armoiries qui lui ont été octroyées le 18 octobre 1819 et confirmées le 23 mai 1838 et les nouvelles armoiries le 10 mars 1987. Les premières armoiries sont identiques à celles de la célèbre famille Van Boutersem. Cette famille a été mentionnée pour la première fois au début du XIIe siècle. Les plus anciennes armoiries connues de la famille datent de 1213 et proviennent du sceau Hendrik van Boutersem. Il n'a utilisé que les trois diamants. Le chef aux armoiries des comtes de Malines a été ajouté après le mariage de Hendrik II van Boutersem avec une fille des comtes de Malines. Depuis lors, les armoiries de la famille sont restées inchangées. La famille devint marquis de Bergen op Zoom et les armoiries apparurent dans de nombreuses villes de ce marquisat, presque toutes maintenant aux Pays-Bas, telles que Fijnaart en Heijningen, Halsteren, Ossendrecht, Rucphen, Standdaarbuiten, Willemstad, Woensdrecht, Woensdrecht, Oudenbosch et Oosthuizen; ainsi que dans les municipalités belges de Bonheiden, Weerde et Zemst. Les nouvelles armoiries ont été octroyées en 1987 après les fusions. Ces armoiries sont basées sur le sceau le plus ancien du conseil communal de Boutersem, connu depuis 1366. Des sceaux similaires sont connus de 1390 à 1503. Tous les sceaux représentent une simple tour de château située sur une colline. Les couleurs sont encore celles de la famille Van Boutersem. En 1650, le manoir Boutersem fut promu au rang de baronnie pour Jan Jacob d'Ittre de Castre, alors seigneur de Boutersem. Les nouvelles armoiries montrent donc la couronne baronniale. Blasonnement : De sinople à une tour couverte d'or, maçonnée et hersée de gueules, posée sur un nuage à sept sommets (3 et 4) d'argent. L'écu timbré d'une couronne baronniale des Pays-Bas autrichiens. - Délibération communale : 10 mars 1987 - Arrêté de l'exécutif de la communauté : 3 décembre 1987 |

|  | Anciennes armoiries de Boutersem |

## Démographie

### Démographie: Avant la fusion des communes
- Source: DGS recensements population
- 1970:Annexion de Vertrijk (1965), Kerkom et Neervelp (1970)

### Démographie: Commune fusionée
Graphe de l'évolution de la population de la commune (la commune de Boutersem étant née de la fusion des anciennes communes de Boutersem, de Kerkom, de Roosbeek, de Neervelp, de Vertrijk et de Willebringen, les données ci-après intègrent les six communes dans les données avant 1977).
Les chiffres des années 1831 à 1970 tiennent compte des chiffres des anciennes communes fusionnées.
- Source: DGS , de 1831 à 1981=recensements population; à partir de 1990 = nombre d'habitants chaque 1 janvier[2]

## Transports en commun
La gare de Vertrijk est située à moins d'un kilomètre.